# SBB Tm 234

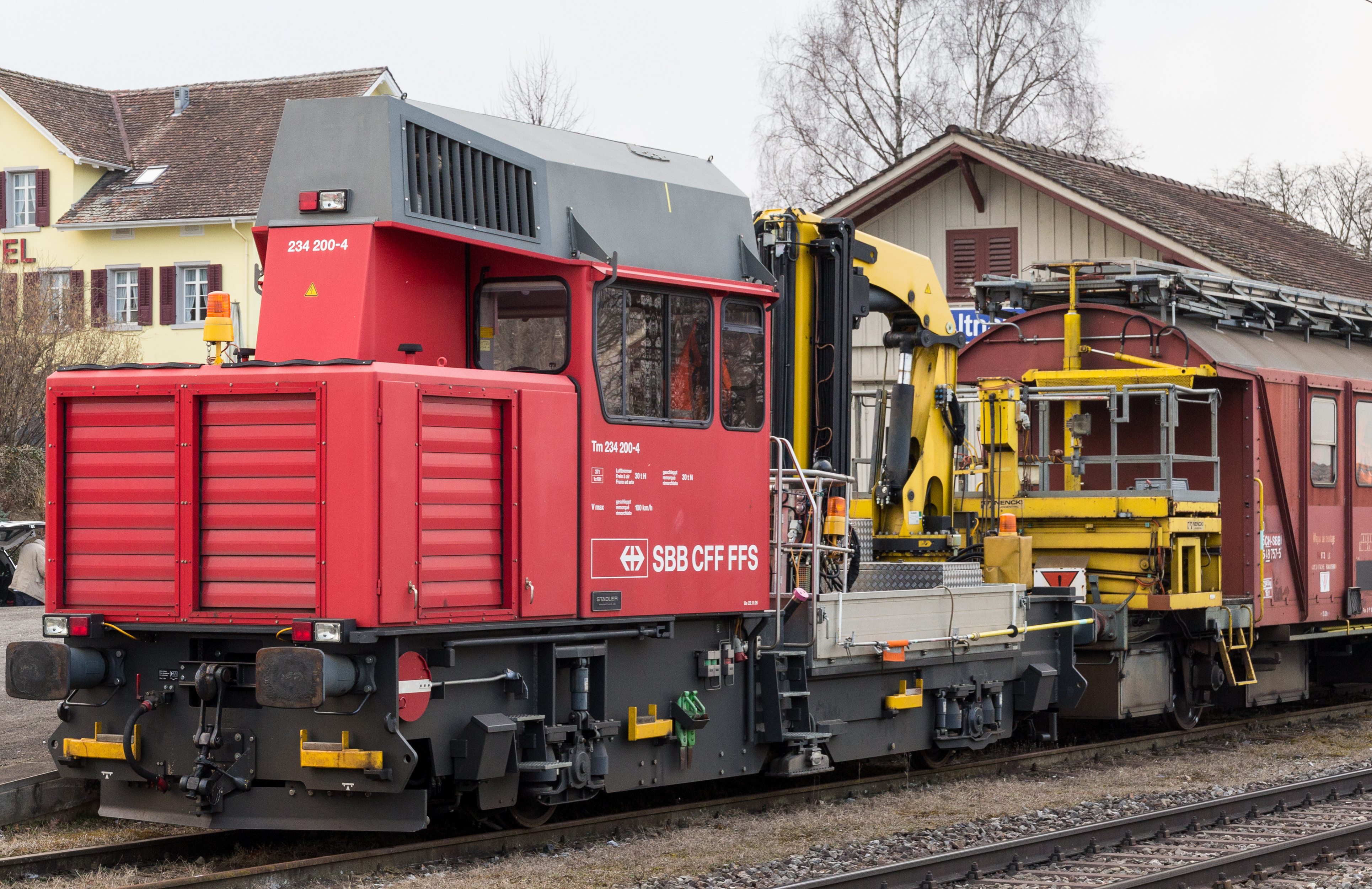
SBB Tm 234 200-4 in Altnau TG

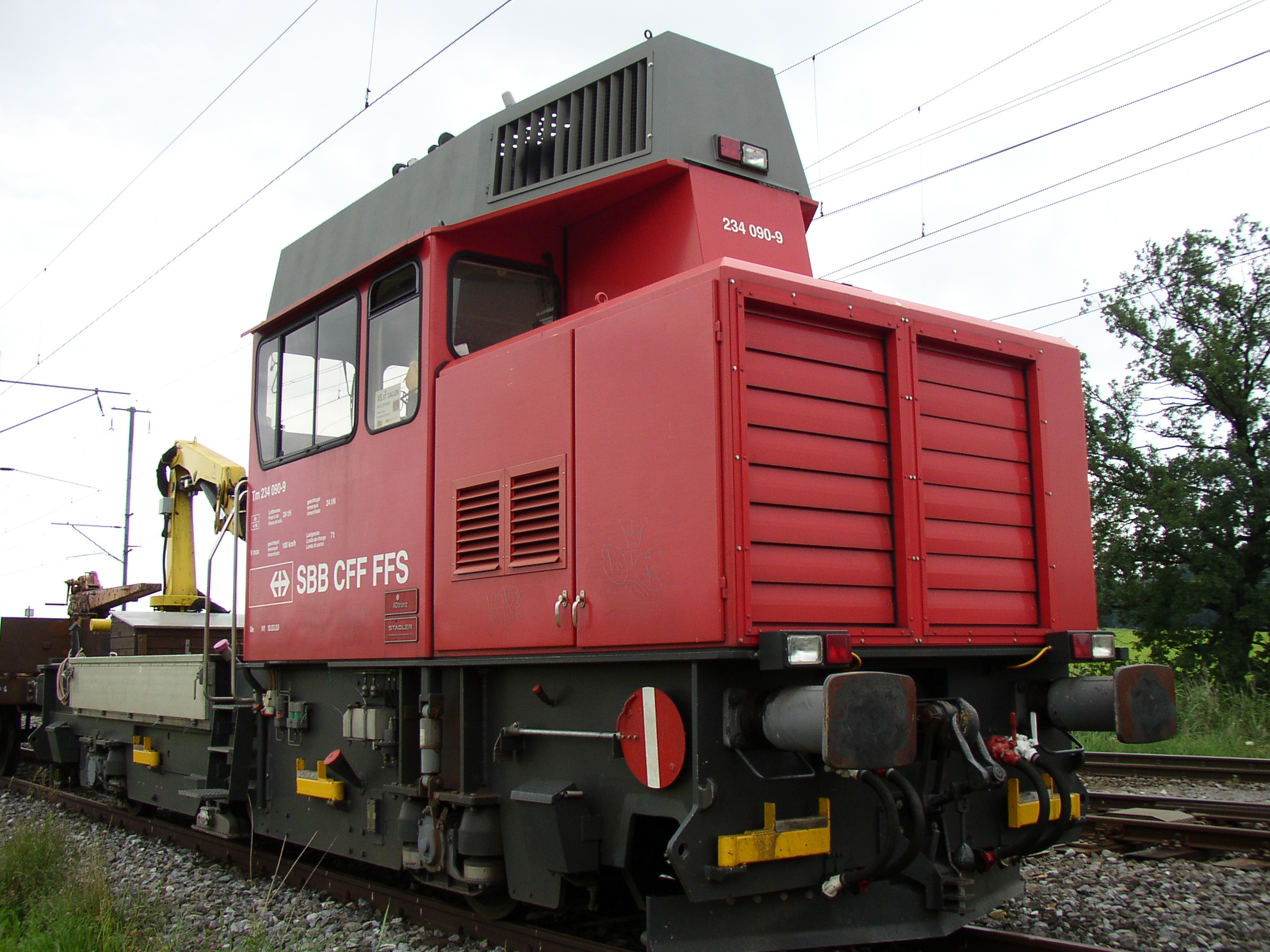
SBB Tm 234 090 ex MThB 236 649 am 31. Juli 2005 beim Bahnhof Berg

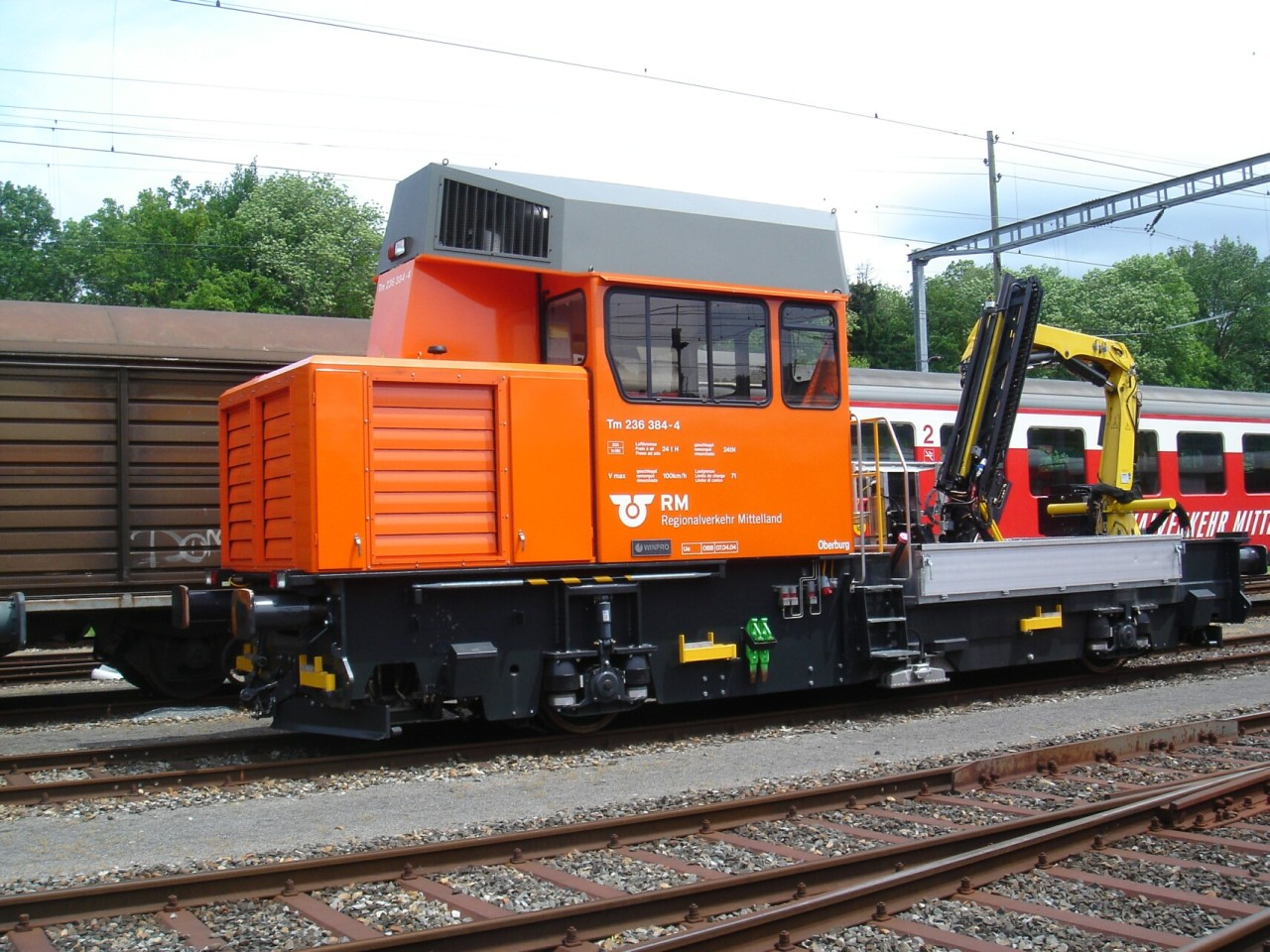
RM Tm 236 384 am 4. Juni 2005 vor der Werkstätte Oberburg

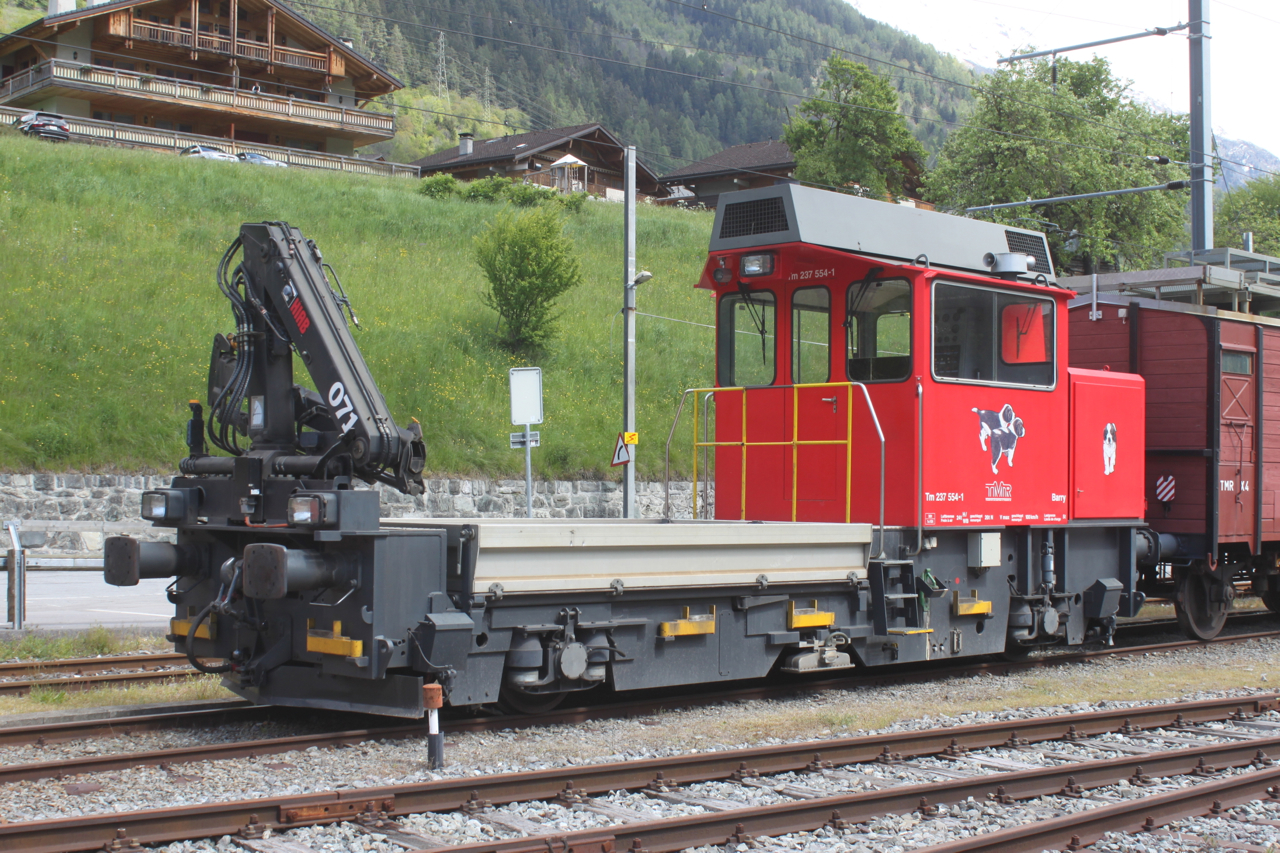
TMR Tm 237 554, der Prototyp der „Ameisen“ in Le Châble

Der Tm 234 («Ameise») ist ein zweiachsiger Bautraktor der Schweizerischen Bundesbahnen (SBB) und einiger Privatbahnen. Er wurde ab 1997 vom Konsortium Stadler Rail / Bombardier Transportation / Winpro / ADtranz  hergestellt. Die letzte Serie wurde von der Stadler Winterthur (ehemals Winpro AG) gebaut und 2007 ausgeliefert. Insgesamt wurden ein Prototyp und 132 Serienfahrzeuge gebaut. Inzwischen tragen alle Fahrzeuge, unabhängig vom Eigentümer, die Bezeichnung Tm 234.

## Technik
Der Hauptmotor (12 Zylinder MTU) entwickelt eine Leistung von 550 kW, welche er über ein Hydrostatiksystem auf vier Fahrmotoren abgibt. Für die Arbeiten an den Bahnanlagen besitzt er einen Ladekran (Palfinger PK9001). Die maximale Anfahrzugkraft liegt bei 81 kN. Der Traktor kann über eine Funkfernbedienung rangiert werden („Arbeitsbetrieb“). Es gibt drei verschiedene Betriebsarten: Streckenbetrieb (Höchstgeschwindigkeit 80 km/h); Arbeitsbetrieb (ca. 27 km/h); Kranbetrieb (ca. 5 km/h). Die maximale Zuladung von Material auf der Ladebrücke beträgt 7 Tonnen. Zur Unterstützung und Beleuchtung ist eine Notstromgruppe mit einer Leistung von 15 kW montiert. Der Tm 234 012 wurde als Prototyp mit einer Hocharbeitsbühne ausgestattet (maximaler Ausschub 18 Meter).
Sämtliche Traktoren sind mit einem Schraubenkompressor mit einer Fördermenge von 800 l/min bei einem maximalen Druck von 10 bar ausgerüstet. Serienmässig sind die Traktoren mit der Zugsicherung Integra-Signum ausgerüstet und alle werden mit Euro-Signum nachgerüstet. Einzelne Exemplare wurden jedoch auf ZUB 262ct (mit ETM) oder ETCS umgerüstet.
Die SBB rüsteten seit 2003 kontinuierlich die ganze Flotte mit Dieselrusspartikelfiltern aus. Diese Umrüstung sollte bis 2007 abgeschlossen sein.

## Lieferungen
Die Traktoren werden seit 1997 in mehreren Fertigungstranchen gebaut und seit 1999 ausgeliefert: 
- Der 1995 noch von RACO (Robert Aebi & Cie) unter der (allerletzten) Fabriknummer 2026 gebaute Prototyp diente SLM und danach Winpro als Vorführ- und Leihfahrzeug. 2005 wurde es schliesslich an die Transports de Martigny et Régions (TMR) verkauft, wo es die Nummer Tm 237 554-1[1] und 2015 die TSI-Nummer 98 85 5 234 354-9 erhielt.
- Die erste Serie von 50 SBB-Fahrzeugen (234 000–012 und 050–086) wurde im Jahr 1997 bestellt, und zunächst in der SLM-Fabriknummernliste als zweitletzter Eintrag als 5748–5797 erfasst, schliesslich aber unter der Fabriknummer 417–466 von Winpro fertiggestellt. Der Tm 234 050 brannte 2010 in Airolo aus und wurde abgebrochen[2]. Die Tm 98 85 5 234 068-5 und 072-7 wurden 2025 an SERSA verkauft und fahren unter gleicher Nummer mit der VKM CH-RSRAG[3].
- Die Mittelthurgaubahn beschaffte für den Unterhalt der von den SBB übernommenen Seelinie zwei gleiche Traktoren (236 648-649, 2000, Fabriknummern 525 und 526), die bei der Liquidation des Unternehmens (2003) an TPF (Tm 237 087, neu 98 85 5 234 087-5) und SBB (Tm 98 85 5 234 090-9) verkauft wurden.
- Die zweite SBB-Serie (ebenfalls 50 Fahrzeuge, 234 100–149) wurde im Jahr 2000 bestellt und 2002/03 durch Winpro ausgeliefert (Fabriknummern 715–764).
- Der Regionalverkehr Mittelland (RM) hat nach den SBB fünf typengleiche Traktoren bestellt, die 2004 als Tm 236 380-384 ausgeliefert wurden (Fabriknummern 4060–4064) und seit der Fusion im BLSN-Bestand sind (neu 98 85 5 234 380–384).
- Am 19. Dezember 2005 bestellten die SBB eine dritte Serie der Tm 234, über weitere 25 Tm (234 200–224) für einen Gesamtpreis von 39 Millionen CHF. Inzwischen war die Winpro AG zur Stadler Winterthur AG geworden, diese lieferte die weiterentwickelten Fahrzeuge bis Ende November 2007 aus. Sie wurden mit einer Hebebühne für den Fahrleitungsdienst ausgerüstet, die dank einem Überwachungssystem seitliche Ausladungen bis 13,5 m erlaubt. Zudem wurde eine Abgasreinigungsanlage eingebaut, welche auch die Stickoxyde reduziert. Dies wird erreicht mit einem Partikelfilter mit Katalysator sowie eine auf Harnstoffeinspritzung basierende Entstickungsanlage. Schliesslich wurde das Laufverhalten bei höheren Geschwindigkeiten verbessert.